# مقاطعة غرايز هاربور (واشنطن)
مقاطعة غرايز هاربور (بالإنجليزية: Grays Harbor County)‏ هي إحدى مقاطعات ولاية واشنطن في الولايات المتحدة الأمريكية.